# Skönberga landsfiskalsdistrikt
Skönberga landsfiskalsdistrikt var 1918-1941 ett landsfiskalsdistrikt i Östergötlands län, bildat när Sveriges indelning i landsfiskalsdistrikt trädde i kraft den 1 januari 1918, enligt beslut den 7 september 1917. Landsfiskalsdistriktet avskaffades den 1 oktober 1941 (genom kungörelsen 28 juni 1941) när Sverige fick en ny indelning av landsfiskalsdistrikt. Av dess ingående områden överfördes kommunerna Mogata, Skällvik och Skönberga till Skärkinds landsfiskalsdistrikt och kommunerna Börrum och Sankt Anna till Valdemarsviks landsfiskalsdistrikt.
Landsfiskalsdistriktet låg under länsstyrelsen i Östergötlands län.

## Ingående områden

### Från 1918
Hammarkinds härad:
- Börrums landskommun
- Mogata landskommun
- Sankt Anna landskommun
- Skällviks landskommun
- Skönberga landskommun